# 18 de Enero (1827)
La Goleta 18 de Enero (ex 12 de Outubro) fue un navío de la Armada Argentina que combatió durante la guerra con el Imperio del Brasil. 

## Historia
La Goleta 12 de Outubro sirvió en la armada brasilera. En 1827 fue asignada a la Tercera División que comandada por Jacinto Roque de Sena Pereira debía operar sobre el Río Uruguay.
En la Batalla de Juncal librada los días 8 y 9 de febrero de 1827 la escuadra argentina al mando de Guillermo Brown destruyó a la Tercera División imperial.

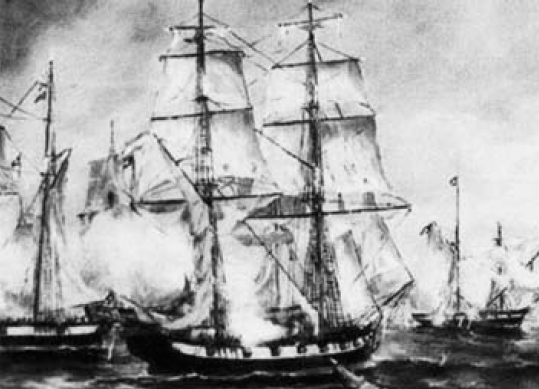
Batalla de Juncal

En la primera jornada se desató una tormenta que obligó a suspender el fuego. Los barcos se esforzaron infructuosamente en mantener sus posiciones. La tormenta amainó y fue reemplazada por una brisa del nordeste, lo que intentó aprovechar Sena Pereira para retirarse hacia el norte y tomar mejores posiciones, pero la maniobra fue malograda. El 12 de Outubro solo pudo ser salvado con el auxilio de las restantes naves. 
En el segundo día de combate, la Tercera División fue aniquilada y solo quedaron en operación huyendo al norte aguas arriba del Uruguay, las goletas 12 de Outubro, Liberdade do Sul, Itapoã, 7 de Março, 9 de Janeiro y 7 de septiembre, las cañoneras Cananéia y Paranaguá, un lanchón de 12 remos y dos lanchas más pequeñas. Había tomado el mando el Teniente Germano de Souza Aranha, comandante de la goleta Itapoã. En la retirada, las Liberdade do Sul, Itapoã y 7 de Março, dañadas por el combate, fueron encalladas en un paraje llamado San Salvador e incendiadas. 
Finalizada rápidamente la reorganización de sus fuerzas y desaparecida la amenaza de la División Mariath, el 14 de febrero el comandante argentino Guillermo Brown volvió al Río Uruguay en la Goleta Maldonado, y con otros seis buques salió en persecución de los sobrevivientes de Juncal.
Al arribar el 15 a Fray Bentos, Brown recibió la novedad de que Souza Aranha tras arrojar sus cañones por la borda había rendido sus barcos al gobernador de la Provincia de Entre Ríos. El Almirante fondeó frente a Gualeguaychú y solicitó la entrega de las naves y los prisioneros. Las autoridades entrerrianas resistieron la entrega, considerando que debía primar la capitulación efectuada ante la Provincia, lo que Brown rechazó de plano, por lo que montó una operación combinada por tierra y agua que le permitió capturar las embarcaciones refugiadas.
La 12 de Outubre fue bautizada como 18 de Enero y se incorporó a la flota argentina.
En septiembre de 1827 acompañaba a la 29 de Diciembre (ex Oriental) al mando del Capitán Smith en misión a la Provincia de Santa Fe para recibir los contingentes de marineros prometidos por esa provincia, en su mayoría criminales y desertores de la Escuadra Nacional. Estos fueron en su mayor parte subidos a la 29 de Diciembre en razón de sumayor tamaño. Apenas tuvo ocasión la nueva tripulación se amotinó y tras matar al comandante, huyeron en botes a tierras de Entre Ríos, llevando con ellos a la tripulación original con excepción de unos pocos que pudieron esconderse y sin dar tiempo de intervenir a la 18 de Enero.